# Eltroplectris longicornu
Eltroplectris longicornu är en orkidéart som först beskrevs av Célestin Alfred Cogniaux, och fick sitt nu gällande namn av Guido Frederico João Pabst. Eltroplectris longicornu ingår i släktet Eltroplectris och familjen orkidéer. Inga underarter finns listade i Catalogue of Life.

## Bildgalleri

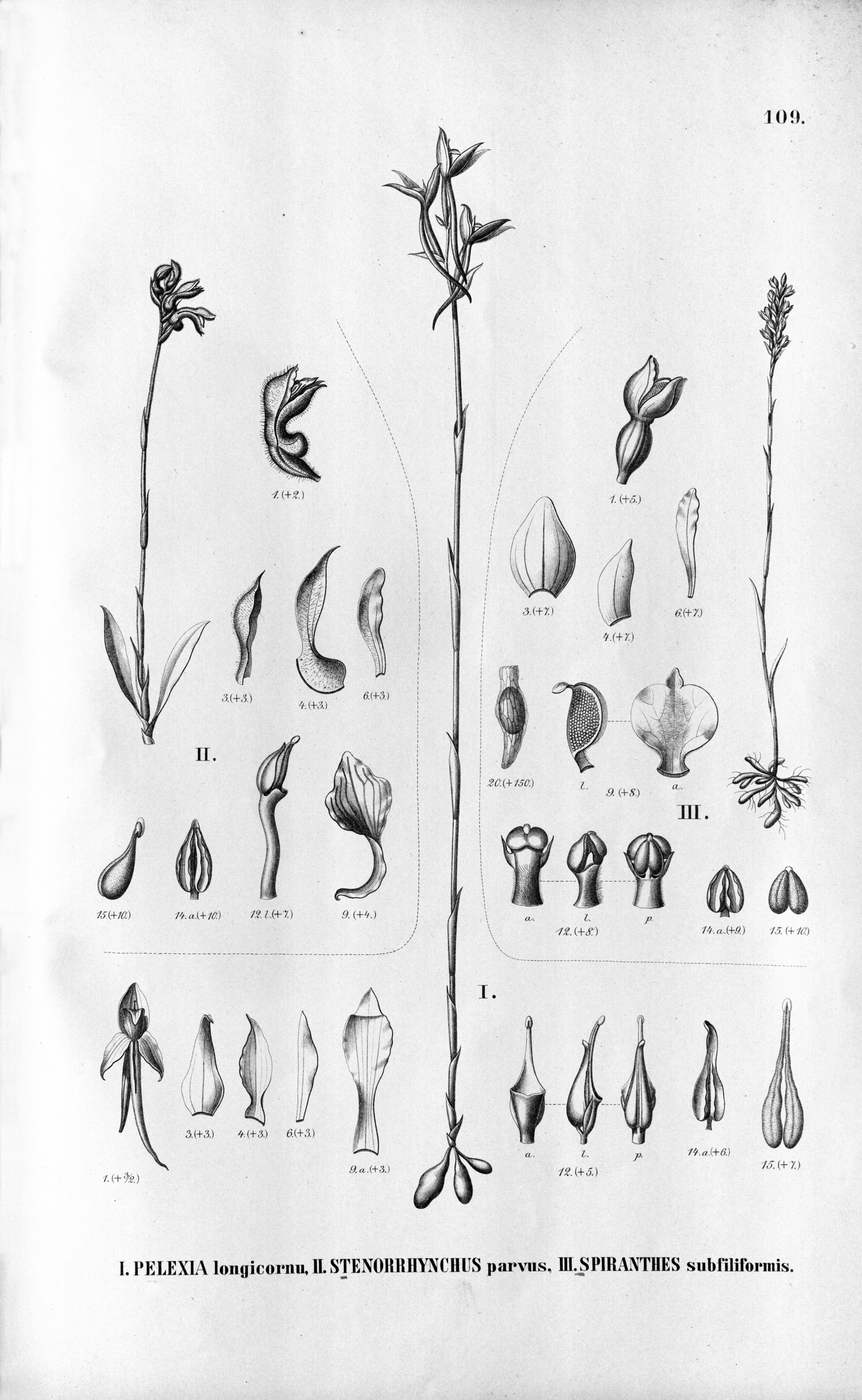